# Энергия-100
Энергия-100 — неосуществленный проект геостационарного спутника связи, разрабатывавшийся российской компанией РКК «Энергия» для своего дочернего предприятия «Энергия-Телеком».
Предполагалось, что весь диапазон будет сдан в аренду компании АО РТКомм. РУ, дочерней компании «Ростелекома».
Первоначально планировалось, что запуск спутника "Энергия-100" будет осуществлён на ракете-носителе Зенит-3SL совместно с Ангосат-1, позже спутник планировалось запустить ракетой-носителем «Союз-2.1 б»/«Фрегат-м» с площадки 1С космодрома «Восточный». В итоге проект реализован не был.

## Аппаратура
Для спутника используется современная платформа USP, обеспечивающая высокую пропускную способность в диапазоне Ka (около 100 Гбит/с). Было заявлено, что это эквивалентно 1500 транспондерам с низкой пропускной способностью.